# Szent Anasztázia
Sirmiumi Szent Anasztázia (Róma, 3. század – Sirmium, 304. december 25.) a 4. századi kereszténység vértanúja.

## Legendairodalom
Anasztázia Rómában született patricius családban, valószínűleg az Anicia nemzetségben; apja senator volt, anyja keresztény. Egy késői legenda szerint Anasztáziának Aquileiai Chrysogonus volt a nevelője.
Férjhez ment, de férje, Publius ellenezte jótékonysági tevékenységét, és elkülönítette otthonában. Publius halála után az illíriai Sirmiumba (ma Szávaszentdemeter) érkezett, ahol elkötelezett munkáját az üldözött keresztények megsegítése érdekében végezte, különösen a börtönben lévők gondozásával. Felfedte hitét, bíróság elé állították, és mivel nem volt hajlandó megtagadni a kereszténységet, a hagyomány szerint élve elégették 304. december 25-én, Diocletianus császár utolsó keresztényüldözése idején.

## Kultusza
Amikor I. Theodosius római császár alatt a kereszténység államvallássá vált, Sirmiumban templomot szenteltek neki. Tisztelete mindenekelőtt a Bizánci Birodalomban terjedt el, földi maradványait Konstantinápolyba szállították, és a Feltámadás (Anasztáz) bazilikában helyezték el.
Itáliában az 5. század végén alakult ki Anasztázia kultusza, amelyet a gótok és a longobárdok, a következő évszázadokban pedig a bencések terjesztettek el Európa-szerte, és ez magyarázza azt a hagyományt, amely szerint a szent egyes ereklyéit elhozták. a bencés apátság, a longobárd alapítvány, a Santa Maria in Silvis in Sesto al Reghena (Pordenone megye). Veronában templomot és Rómában bazilikát neki, amelyhez bíborosi cím is fűződik.
Görögül Pharmacolìtria (mérgek gyógyítója), oroszul Uzoresityelnyica (A kötelékből felszabadult) definíciója szerint ezért egyaránt védelmet nyújt a betegségek és a Sátán kísértései ellen. Emellett a „nagy mártírok” rangjára emelték, az Eucharisztia ünneplésekor felkerült a Római Kánon liturgiájába és az abban  megnevezett vértanúk második listájára.

## Szentképei a világűrben
A keleti egyházszakadás után Anasztázia alakja elvesztette fontosságát mint a katolikus és az ortodox világ közötti kapcsolat szimbóluma. Mivel azonban továbbra is a két egyház által tisztelt szentek közé tartozik, 1995-ben két, őt ábrázoló ikont (az egyik a nyugati, a másik a keleti hagyomány szerint festve) küldtek a világűrbe a MIR állomásra. „Szent Anasztázia – a béke reménye” misszióba, hogy hozzájáruljon a volt Jugoszlávia népeinek megbékéléséhez (a horvátok és szlovének többnyire katolikusok, a szerbek többnyire ortodoxok). A kezdeményezést az UNESCO támogatta, az ikonokat II. János Pál pápa, II. Alekszisz moszkvai pátriárka és Pavle szerb pátriárka áldotta meg. A Földre való visszatérésük után az ikonok Szerbiába, a szent vértanúságának földjére érkeztek, hogy a katolikus és ortodox egyház szándékai szerint hozzájáruljanak a balkáni népek békés együttéléséhez.
Később az ikonokat Pjotr Csakhotyin orosz festő által szervezett vándorkiállításon állították ki, amelyen közel kétszáz művész vett részt Európa minden részéről. Az első kiállításra 2005-ben került sor Sremska Mitrovicában, amely 2006-ban az oroszországi Jaroszlavlba, majd a horvátországi Zárába (Zadar), végül az olaszországi Mondovìba került. Ez utóbbi alkalommal a kiállítás megtervezésével az ArtStudioLetizia céget bízták meg, amely erre az alkalomra készített egy szcenográfiai útvonalat és egy a sirmiumi szent életének szentelt videóinstallációt a Palazzo di Cittàban.

## Kapcsolódó szentélyek
- Santa Maria-apátság Silvisben, Sesto al Reghena (PN)
- Sant’Anastasia al Palatino bazilika
- Santa Anastasia-bazilika, Verona egyik történelmi temploma
- Sant'Anastasia (Zára) székesegyház, ahol a szent hamvait őrzik

## Fordítás
- Ez a szócikk részben vagy egészben  az   Anastasia di Sirmio című olasz Wikipédia-szócikk ezen változatának fordításán alapul.  Az eredeti cikk szerkesztőit annak laptörténete sorolja fel. Ez a jelzés csupán a megfogalmazás eredetét és a szerzői jogokat jelzi, nem szolgál a cikkben szereplő információk forrásmegjelöléseként.